# Quantico Station
Quantico Station is een plaats (census-designated place) in de Amerikaanse staat Virginia, en valt bestuurlijk gezien onder Prince William County en Stafford County.

## Demografie
Bij de volkstelling in 2000 werd het aantal inwoners vastgesteld op 6571.

## Geografie
Volgens het United States Census Bureau beslaat de plaats een oppervlakte van
21,1 km², waarvan 18,5 km² land en 2,6 km² water.

## Plaatsen in de nabije omgeving
De onderstaande figuur toont nabijgelegen plaatsen in een straal van 16 km rond Quantico Station.